# 徐朝光
徐朝光（1954年4月—），河北深县人。汉族。加入中国共产党。山东大学无线电通信专业毕业。中国人民解放军少将。

## 生平
2014年11月前，卸任中国人民解放军理工大学政治委员。
2013年，当选为第十二届全国人民代表大会解放军代表。